# Theodoor van Thulden
Theodoor van Thulden (ur. 1606 w 's-Hertogenbosch, zm. 1669 tamże) – flamandzki malarz, grafik i projektant gobelinów, uczeń i współpracownik Rubensa.
Kształcił się w Antwerpii, gdzie w 1626 roku został mistrzem gildii świętego Łukasza. W latach 1631–1633 przebywał we Francji, po powrocie do Antwerpii znalazł się pod wpływem Rubensa. Był jego współpracownikiem, m.in. podczas dekorowania pałacu Torre de la Parada pod Madrytem na zlecenie Filipa IV króla Hiszpanii. W 1635 ożenił się z Marią van Balen, chrześniaczką Rubensa. W 1644 powrócił do rodzinnego 's-Hertogenbosch, jednak miał nadal liczne i intratne zamówienia, dekorował m.in. budynki w Hadze.
Theodoor van Thulden jest znany głównie z malarstwa dekoracyjnego, poruszał tematykę religijną, mitologiczną i świecką, malował też portrety, projektował tapiserie i witraże. Pomimo ogromnego wpływu Rubensa na jego twórczość, potrafił zachować indywidualność i uważany jest za jednego z najoryginalniejszych kontynuatorów mistrza.

## Wybrane prace
- Męczeństwo św. Adriana, kościół św. Michała w Gandawie,
- Eucharystia, Bruksela,
- Arcyksiążę Albert i Izabela, Rouen.